# UEFA Women's Nations League 2023-2024 - Spareggi
Questa voce raccoglie un approfondimento sulle gare degli spareggi dell'UEFA Women's Nations League 2023-2024. Gli spareggi si sono disputati tra il 23 e il 28 febbraio 2024.

## Sorteggio
Le quattordici squadre sono state divise tra leghe. Il sorteggio si è svolto l'11 dicembre 2023.
| Gruppo | Terze classificate |
| ------ | ------------------ |
| 1      | Belgio             |
| 2      | Norvegia           |
| 3      | Islanda            |
| 4      | Svezia             |

| Gruppo | Seconde classificate | Terze classificate (migliori tre qualificate) |
| ------ | -------------------- | --------------------------------------------- |
| 1      | Ungheria             | Irlanda del Nord                              |
| 2      | Croazia              | Slovacchia                                    |
| 3      | Serbia               | Ucraina                                       |
| 4      | Bosnia ed Erzegovina | —                                             |

| Gruppo | Seconde classificate (migliori tre qualificate) |
| ------ | ----------------------------------------------- |
| 1      | Lettonia                                        |
| 2      | —                                               |
| 3      | Montenegro                                      |
| 4      | —                                               |
| 5      | Bulgaria                                        |

## Play-off A-B
| Squadra  | Rank |
| -------- | ---- |
| Islanda  | 9    |
| Belgio   | 10   |
| Svezia   | 11   |
| Norvegia | 12   |

| Squadra              | Rank |
| -------------------- | ---- |
| Bosnia ed Erzegovina | 21   |
| Serbia               | 22   |
| Croazia              | 23   |
| Ungheria             | 24   |

### Tabella riassuntiva
| Squadra 1            | Totale | Squadra 2 | Andata | Ritorno |
| -------------------- | ------ | --------- | ------ | ------- |
| Serbia               | 2 - 3  | Islanda   | 1 - 1  | 1 - 2   |
| Ungheria             | 2 - 10 | Belgio    | 1 - 5  | 1 - 5   |
| Bosnia ed Erzegovina | 0 - 10 | Svezia    | 0 - 5  | 0 - 5   |
| Croazia              | 0 - 8  | Norvegia  | 0 - 3  | 0 - 5   |

### Risultati

#### Andata
| Arbitro: | Rivera Olmedo |

|  |           |                                                                  |
|  | Marcatori | 6’, 41’ Janogy 76’ Angeldahl 80’ Hammarlund 86’ (aut.) Gvozderac |

| Arbitro: | Augustyn |

|               |           |                  |
| Filipović 19’ | Marcatori | 24’ Eiríksdóttir |

| Arbitro: | Peşu |

|            |           |                                                   |
| Turányi 7’ | Marcatori | 10’, 81’ Kees 21’, 74’ Wullaert 65’ Vanhaevermaet |

| Arbitro: | Byrne |

|  |           |                                              |
|  | Marcatori | 16’ Hegerberg 49’ Graham Hansen 62’ Ildhusøy |

#### Ritorno
| Arbitro: | Huerta De Aza |

|                                   |           |           |
| S. Jónsdóttir 75’ Níelsdóttir 86’ | Marcatori | 6’ Poljak |

| Arbitro: | Kovarova |

|                                          |           |  |
| Terland 9’ Haug 32’, 40’ Maanum 66’, 78’ | Marcatori |  |

| Arbitro: | Martinčić |

|                                                 |           |           |
| Wullaert 44’, 54’ (rig.), 57’ Janssens 74’, 80’ | Marcatori | 26’ Kaján |

| Arbitro: | Gasperotti |

|                                                                        |           |  |
| Vinberg 26’ Blackstenius 45’ Kafaji 45+1’ Angeldahl 82’ Hammarlund 90’ | Marcatori |  |

## Play-off B-C
| Squadra          | Rank |
| ---------------- | ---- |
| Slovacchia       | 25   |
| Irlanda del Nord | 26   |
| Ucraina          | 27   |

| Squadra    | Rank |
| ---------- | ---- |
| Lettonia   | 38   |
| Montenegro | 39   |
| Bulgaria   | 40   |

### Tabella riassuntiva
| Squadra 1  | Totale | Squadra 2        | Andata | Ritorno |
| ---------- | ------ | ---------------- | ------ | ------- |
| Lettonia   | 0 - 9  | Slovacchia       | 0 - 3  | 0 - 6   |
| Montenegro | 1 - 3  | Irlanda del Nord | 0 - 2  | 1 - 1   |
| Bulgaria   | 0 - 7  | Ucraina          | 0 - 4  | 0 - 3   |

### Risultati

#### Andata
| Arbitro: | Schmölzer |

|  |           |                      |
|  | Marcatori | 70’ Wade 90+1’ Vance |

| Arbitro: | Vekkeli |

|  |           |                                                    |
|  | Marcatori | 6’ Kravčuk 24’ Andruchiv 82’ Hluščenko 90+5’ Kotyk |

| Arbitro: | Michel |

|  |           |                                                  |
|  | Marcatori | 62’ Škorvánková 72’ Morávková 88’ (rig.) Hmírová |

#### Ritorno
| Arbitro: | Valentová |

|                                       |           |  |
| Ovdijčuk 15’ Hluščenko 18’ Šmatko 81’ | Marcatori |  |

| Arbitro: | Shukrula |

|                                                                                     |           |  |
| Morávková 2’ Rybanská 6’ Lemešová 36’ Mikolajová 83’ Vredíková 87’ Kaláberová 90+4’ | Marcatori |  |

| Arbitro: | Guteva |

|            |           |           |
| Magill 73’ | Marcatori | 66’ Dešić |

## Statistiche

### Classifica marcatrici
6 reti
- Tessa Wullaert

2 reti
- Jill Janssens
- Sari Kees
- Sophie Román Haug
- Frida Maanum
- Tamara Morávková
- Filippa Angeldahl
- Pauline Hammarlund
- Madelen Janogy
- Inna Hluščenko

1 rete
- Justine Vanhaevermaet
- Simone Magill
- Demi Vance
- Lauren Wade
- Hlín Eiríksdóttir
- Sveindís Jane Jónsdóttir
- Bryndís Arna Níelsdóttir
- Medina Dešić
- Celin Bizet Ildhusøy
- Caroline Graham Hansen
- Ada Hegerberg
- Elisabeth Terland
- Tijana Filipović
- Allegra Poljak
- Patrícia Hmírová
- Victoria Kaláberová
- Diana Lemešová
- Mária Mikolajová
- Nikola Rybanská
- Dominika Škorvánková
- Katarína Vredíková
- Stina Blackstenius
- Rosa Kafaji
- Matilda Vinberg
- Veronika Andrukhiv
- Yana Kotyk
- Roksolana Kravčuk
- Ol'ha Ovdijčuk
- Ljubov Šmatko
- Zsanett Kaján
- Lilla Turányi

1 autorete
- Jelena Gvozderac (a favore della Svezia)